# Changement de nom de communes en France dans les années 2010
Pour des articles plus généraux, voir Changement de nom de communes en France et Changement de nom de communes en France au XXIe siècle.
Cet article présente une liste des changements de nom de communes en France dans les années 2010.

## 2010
1er janvier 2010
| Ancienne dénomination | Département             | Nouvelle dénomination |
| --------------------- | ----------------------- | --------------------- |
| Le Castellard-Melan   | Alpes-de-Haute-Provence | Le Castellard-Mélan   |

8 juillet 2010
Décret no 2010-772 du 8 juillet 2010 portant changement du nom de communes.
| Ancienne dénomination  | Département       | Nouvelle dénomination  |
| ---------------------- | ----------------- | ---------------------- |
| Arnouville-lès-Gonesse | Val-d'Oise        | Arnouville             |
| Le Guédéniau           | Maine-et-Loire    | Le Guédeniau           |
| Meulan                 | Yvelines          | Meulan-en-Yvelines     |
| Saint-Pierre-de-l'Île  | Charente-Maritime | Saint-Pierre-de-l'Isle |
| Vassy                  | Yonne             | Vassy-sous-Pisy        |

## 2011
1er janvier 2011
| Ancienne dénomination | Département | Nouvelle dénomination |
| --------------------- | ----------- | --------------------- |
| Pancey                | Haute-Marne | Pansey                |

22 mars 2011
Décret no 2011-311 du 22 mars 2011 portant changement du nom de communes.
| Ancienne dénomination     | Département        | Nouvelle dénomination |
| ------------------------- | ------------------ | --------------------- |
| Bathelémont-lès-Bauzemont | Meurthe-et-Moselle | Bathelémont           |
| Croix-Fonsommes           | Aisne              | Croix-Fonsomme        |
| Fonsommes                 | Aisne              | Fonsomme              |
| Hédé                      | Ille-et-Vilaine    | Hédé-Bazouges         |
| Noë-les-Mallets           | Aube               | Noé-les-Mallets       |
| Puycelci                  | Tarn               | Puycelsi              |
| Saint-Dionizy             | Gard               | Saint-Dionisy         |
| Saint-Just                | Ardèche            | Saint-Just-d'Ardèche  |
| Saint-Paul                | Alpes-Maritimes    | Saint-Paul-de-Vence   |

## 2012
1er août 2012
Décret no 2012-938 du 1er août 2012 portant changement du nom de communes.
| Ancienne dénomination | Département | Nouvelle dénomination     |
| --------------------- | ----------- | ------------------------- |
| Boën                  | Loire       | Boën-sur-Lignon           |
| Châlons               | Isère       | Chalon                    |
| Saint-Martin          | Var         | Saint-Martin-de-Pallières |
| Peumérit              | Finistère   | Peumerit                  |
| Braisnes              | Oise        | Braisnes-sur-Aronde       |
| Saints                | Yonne       | Saints-en-Puisaye         |
| Saint-Denis           | Yonne       | Saint-Denis-lès-Sens      |

## 2013
5 novembre 2013
Décret no 2013-986 du 5 novembre 2013 portant changement du nom de communes.
| Ancienne dénomination       | Département       | Nouvelle dénomination     |
| --------------------------- | ----------------- | ------------------------- |
| Le Bouchet                  | Haute-Savoie      | Le Bouchet-Mont-Charvin   |
| Meyssies                    | Isère             | Meyssiez                  |
| Onesse-et-Laharie           | Landes            | Onesse-Laharie            |
| Saint-Alban-des-Hurtières   | Savoie            | Saint-Alban-d'Hurtières   |
| Saint-Amant                 | Charente          | Saint-Amant-de-Montmoreau |
| Saint-Georges-des-Hurtières | Savoie            | Saint-Georges-d'Hurtières |
| Saint-Ouen                  | Charente-Maritime | Saint-Ouen-la-Thène       |
| Saint-Sulpice               | Tarn              | Saint-Sulpice-la-Pointe   |

## 2014
3 décembre 2014
Décret no 2014-1447 du 3 décembre 2014 portant changement du nom de communes.
| Ancienne dénomination | Département         | Nouvelle dénomination      |
| --------------------- | ------------------- | -------------------------- |
| Barisis               | Aisne               | Barisis-aux-Bois           |
| Belbèse               | Tarn-et-Garonne     | Belbèze-en-Lomagne         |
| Cazaril-Laspènes      | Haute-Garonne       | Cazarilh-Laspènes          |
| Cré                   | Sarthe              | Cré-sur-Loir               |
| Pont-de-Roide         | Doubs               | Pont-de-Roide-Vermondans   |
| Saint-Martin          | Pyrénées-Orientales | Saint-Martin-de-Fenouillet |
| Saint-Vincent         | Tarn-et-Garonne     | Saint-Vincent-d'Autéjac    |
| Sainte-Colombe        | Côte-d'Or           | Sainte-Colombe-en-Auxois   |

## 2015
4 août 2015
Arrêté du préfet de l'Isère.
| Ancienne dénomination | Département | Nouvelle dénomination |
| --------------------- | ----------- | --------------------- |
| Ruy                   | Isère       | Ruy-Montceau          |

21 août 2015
Arrêté préfectoral du préfet des Deux-Sèvres portant changement du nom de communes, devenant effectif au 1er janvier 2016.
| Ancienne dénomination | Département | Nouvelle dénomination |
| --------------------- | ----------- | --------------------- |
| Taizé                 | Deux-Sèvres | Taizé-Maulais         |

18 novembre 2015
Décret no 2015-1487 du 16 novembre 2015 portant changement du nom de communes.
| Ancienne dénomination | Département     | Nouvelle dénomination |
| --------------------- | --------------- | --------------------- |
| Ammerzwiller          | Haut-Rhin       | Ammertzwiller         |
| Roquestéron-Grasse    | Alpes-Maritimes | La Roque-en-Provence  |
| Templeuve             | Nord            | Templeuve-en-Pévèle   |
| Fontenay              | Eure            | Fontenay-en-Vexin     |

## 2017
9 février 2017
Décret no 2017-149 du 7 février 2017 portant changement du nom de communes.
| Ancienne dénomination | Département         | Nouvelle dénomination |
| --------------------- | ------------------- | --------------------- |
| La Génétouze          | Vendée              | La Genétouze          |
| Clara                 | Pyrénées-Orientales | Clara-Villerach       |
| Sainte-Marie          | Pyrénées-Orientales | Sainte-Marie-la-Mer   |
| Faverolles            | Indre               | Faverolles-en-Berry   |
| Sévrier               | Haute-Savoie        | Sevrier               |
| Le Gault-Perche       | Loir-et-Cher        | Le Gault-du-Perche    |
| Pronville             | Pas-de-Calais       | Pronville-en-Artois   |
| Bouloc                | Tarn-et-Garonne     | Bouloc-en-Quercy      |

22 décembre 2017
Décret no 2017-1744 du 22 décembre 2017 portant changement du nom de communes.
| Ancienne dénomination    | Département    | Nouvelle dénomination |
| ------------------------ | -------------- | --------------------- |
| Langon                   | Loir-et-Cher   | Langon-sur-Cher       |
| Saint-Élix               | Gers           | Saint-Élix-d'Astarac  |
| Les Moulins              | Côtes-d'Armor  | Plémet                |
| Lisle-en-Rigault         | Meuse          | L'Isle-en-Rigault     |
| Saulmory-et-Villefranche | Meuse          | Saulmory-Villefranche |
| Berville                 | Seine-Maritime | Berville-en-Caux      |
| Hérouville               | Val-d'Oise     | Hérouville-en-Vexin   |
| Fresnes                  | Aisne          | Fresnes-sous-Coucy    |

Les Moulins était née de la fusion des deux communes Plémet et La Ferrière, elle reprend le nom de Plémet.

## 2018
7 novembre 2018
Décret no 2018-956 du 5 novembre 2018 portant changement du nom de communes.
| Ancienne dénomination    | Département             | Nouvelle dénomination     |
| ------------------------ | ----------------------- | ------------------------- |
| Aix                      | Nord                    | Aix-en-Pévèle             |
| Breuil                   | Marne                   | Breuil-sur-Vesle          |
| Saint-Père               | Ille-et-Vilaine         | Saint-Père-Marc-en-Poulet |
| Castellet                | Vaucluse                | Castellet-en-Luberon      |
| Champdeniers-Saint-Denis | Deux-Sèvres             | Champdeniers              |
| Herblay                  | Val-d'Oise              | Herblay-sur-Seine         |
| Corbières                | Alpes-de-Haute-Provence | Corbières-en-Provence     |
| Saint-Ouen               | Seine-Saint-Denis       | Saint-Ouen-sur-Seine      |
| Saint-Remy               | Haute-Saône             | Saint-Rémy-en-Comté       |
| Exideuil                 | Charente                | Exideuil-sur-Vienne       |
| Courcelles               | Loiret                  | Courcelles-le-Roi         |